# Гарцау-Гарцин
Гарцау-Гарцин (њем. Garzau-Garzin) општина је у њемачкој савезној држави Бранденбург. Једно је од 45 општинских средишта округа Меркиш-Одерланд. Према процјени из 2010. у општини је живјело 658 становника. Посједује регионалну шифру (AGS) 12064153.

## Географски и демографски подаци
Гарцау-Гарцин се налази у савезној држави Бранденбург у округу Меркиш-Одерланд. Општина се налази на надморској висини од 63 метра. Површина општине износи 26,1 km². У самом мјесту је, према процјени из 2010. године, живјело 658 становника. Просјечна густина становништва износи 25 становника/km².